# Samsung Experience

Ekran główny

Samsung Experience – dotykowy interfejs graficzny utworzony przez firmę Samsung Electronics. Następca nakładki TouchWiz. Wykorzystywany od 2016 do 2019 roku w smartfonach z serii Galaxy tejże firmy. Nakładka została wprowadzona w Androidzie 7.0 Nougat. Zmieniono wygląd oraz dodano nowe funkcje, a także poprawiono płynność działania.
Nakładki smartfonów zaktualizowanych ze starszych wersji systemu Android mają drobne różnice w wyglądzie. Aktualna wersja SE to 9.0 (Note8).
Wraz z nadejściem systemu Android 9.0 Pie został zastąpiony przez interfejs One UI.

## Urządzenia z systemem Samsung Experience

### Smartfony
| Urządzenie                                                           | Wersja | Źródło               |
| -------------------------------------------------------------------- | --- | -------------------- |
| Samsung Galaxy S5 Neo (SM-G903W8)                                    | Oryginalnie: Touchwiz 5.1 (Android 5.1.1 „Lollipop”) Aktualizacja: Samsung Experience 8.1 (Android 7.0 „Nougat”)         | [ 3 ]                |
| Samsung Galaxy S6 oraz S6 Edge                                       | Oryginalnie: Touchwiz 5.0 (Android 5.0.2 „Lollipop”) Aktualizacja: Samsung Experience 8.0 (Android 7.0 „Nougat”)         | [ 4 ]                |
| Samsung Galaxy S6 Edge+                                              | Oryginalnie: Touchwiz 5.1 (Android 5.1.1 „Lollipop”) Aktualizacja: Samsung Experience 8.0 (Android 7.0 „Nougat”)         | [ 4 ]                |
| Samsung Galaxy S7, S7 Edge oraz S7 Active                            | Oryginalnie: Touchwiz 6.0 (Android 6.0.1 „Marshmallow”) Aktualizacja: Samsung Experience 9.0 (Android 8.0 „Oreo”)        | [ 5 ]                |
| Samsung Galaxy S8, S8+ oraz S8 Active                                | Oryginalnie: Samsung Experience 8.1 (Android 7.0 „Nougat”) Aktualizacja: One UI 1.0 (Android 9 „Pie”)                    | [ 6 ]                |
| Samsung Galaxy S9 oraz S9+                                           | Oryginalnie: Samsung Experience 9.0 (Android 8.0 „Oreo”) Aktualizacja: One UI 2.5 (Android 10)                           | [ 7 ]                |
| Samsung Galaxy Note 5                                                | Oryginalnie: Touchwiz 5.1 (Android 5.1.1 „Lollipop”) Aktualizacja: Samsung Experience 8.0 (Android 7.0 „Nougat”)         | [ 8 ]                |
| Samsung Galaxy Note Fan Edition (FE)                                 | Oryginalnie: Samsung Experience 8.1 (Android 7.0 „Nougat”) Aktualizacja: One UI 1.1 (Android 9 „Pie”)                    | [ 9 ]                |
| Samsung Galaxy Note 8                                                | Oryginalnie: Samsung Experience 8.5 (Android 7.1.1 „Nougat”) Aktualizacja: One UI 1.0 (Android 9 „Pie”)                  | [ 10 ]               |
| Samsung Galaxy Note 9                                                | Oryginalnie: Samsung Experience 9.5 (Android 8.1 „Oreo”) Aktualizacja: One UI 2.5 (Android 10)                           | [ 7 ]                |
| Samsung Galaxy A3, A5 oraz A7 (2016)                                 | Oryginalnie: Touchwiz 5.1 (Android 5.1.1 „Lollipop”) Aktualizacja: Samsung Experience 8.0 (Android 7.0 „Nougat”)         | [ 11 ] [ 12 ] [ 13 ] |
| Samsung Galaxy A8 (2016)                                             | Oryginalnie: Touchwiz Grace UX (Android 6.0.1 „Marshmallow”) Aktualizacja: Samsung Experience 8.1 (Android 7.0 „Nougat”) | [ 14 ]               |
| Samsung Galaxy A3, A5 oraz A7 (2017)                                 | Oryginalnie: Touchwiz Grace UX (Android 6.0.1 „Marshmallow”) Aktualizacja: Samsung Experience 9.0 (Android 8.0 „Oreo”)   | [ 15 ] [ 16 ] [ 17 ] |
| Samsung Galaxy A8 / A8+ (2018)                                       | Oryginalnie: Samsung Experience 8.5 (Android 7.1.1 „Nougat”) Aktualizacja: One UI 1.0 (Android 9 „Pie”)                  | [ 18 ]               |
| Samsung Galaxy A6 / A6+ (2018)                                       | Oryginalnie: Samsung Experience 9.0 (Android 8.0 „Oreo”) Aktualizacja: One UI 2.0 (Android 10)                           | [ 19 ]               |
| Samsung Galaxy A7 (2018)                                             | Oryginalnie: Samsung Experience 9.0 (Android 8.0 „Oreo”) Aktualizacja: One UI 2.0 (Android 10)                           | [ 19 ]               |
| Samsung Galaxy A9 (2018)                                             | Oryginalnie: Samsung Experience 9.0 (Android 8.0 „Oreo”) Aktualizacja: One UI 2.0 (Android 10)                           | [ 20 ]               |
| Samsung Galaxy A9 Star (2018)                                        | Oryginalnie: Samsung Experience 9.0 (Android 8.0 „Oreo”) Aktualizacja: One UI 2.0 (Android 10)                           | [ 21 ]               |
| Samsung Galaxy Xcover 4                                              | Oryginalnie: Samsung Experience 8.1 (Android 7.0 „Nougat”) Aktualizacja: One UI 1.0 (Android 9 „Pie”)                    | [ 22 ]               |
| Samsung Galaxy J5 (2016)                                             | Oryginalnie: Touchwiz 6.0 (Android 6.0.1 „Marshmallow”) Aktualizacja: Samsung Experience 8.5 (Android 7.1.1 „Nougat”)    | [ 23 ]               |
| Samsung Galaxy J7 (2016) Samsung Galaxy J7 Prime / Galaxy On7 (2016) | Oryginalnie: Touchwiz 6.0 (Android 6.0.1 „Marshmallow”) Aktualizacja: Samsung Experience 9.5 (Android 8.1 „Oreo”)        | [ 24 ]               |
| Samsung Galaxy J3 (2017) / J3 Pro                                    | Oryginalnie: Samsung Experience 8.1 (Android 7.0 „Nougat”) Aktualizacja: One UI 1.1 (Android 9 „Pie”)                    | [ 25 ]               |
| Samsung Galaxy J5 (2017) / J5 Pro                                    | Oryginalnie: Samsung Experience 8.1 (Android 7.0 „Nougat”) Aktualizacja: One UI 1.1 (Android 9 „Pie”)                    | [ 26 ]               |
| Samsung Galaxy J7 (2017) / J7 Pro                                    | Oryginalnie: Samsung Experience 8.1 (Android 7.0 „Nougat”) Aktualizacja: One UI 1.1 (Android 9 „Pie”)                    | [ 27 ]               |
| Samsung Galaxy J4+ (2018)                                            | Oryginalnie: Samsung Experience 9.0 (Android 8.0 „Oreo”) Aktualizacja: One UI 2.0 (Android 10)                           | [ 28 ]               |
| Samsung Galaxy J6 (2018)                                             | Oryginalnie: Samsung Experience 9.0 (Android 8.0 „Oreo”) Aktualizacja: One UI 2.0 (Android 10)                           | [ 29 ]               |
| Samsung Galaxy J6+ (2018)                                            | Oryginalnie: Samsung Experience 9.0 (Android 8.0 „Oreo”) Aktualizacja: One UI 2.0 (Android 10)                           | [ 30 ]               |